# Konstantin Chabenski
Konstantin Joerjevits Chabenski,  (Russisch: Константин Юрьевич Хабенский) (Leningrad, 11 januari 1972) is een Russisch acteur van toneel en film. 
Chabenski studeerde luchtvaarttechniek als jongeman, maar besloot dat dit geen beroep voor hem was. Daarna had hij veel verschillende beroepen, ook als straatmuzikant tot hij in 1990 begon met acteren. Na het opdoen van ervaring op tal van theaterpodia, landde hij zijn eerste filmrollen in het midden van de jaren 1990. Hij werd populair in Rusland als entertainer en show host, waaronder op de 2004 MTV Russian Music Awards. Het was pas in 2004 dat hij internationaal bekend werd voor zijn leidende rol in de fantasie epos Night Watch. In de Russische versie van de animatiefilm Madagascar, sprak hij de stem in van de leeuw Alex.
Hij won talloze filmprijzen, waaronder een Nika voor beste mannelijke hoofdrol in The Geographer Drank His Globe Away (Russisch: Географ глобус пропил). Hij ontving voor zijn werk in 2012 de eretitel Volksartiest van de Russische Federatie en in 2019 de Staatsprijs van de Russische Federatie.

## Filmografie

### Film
| Jaar | Engelse titel                       | Originele titel                                                       | Rol                                   |
| ---- | ----------------------------------- | --------------------------------------------------------------------- | ------------------------------------- |
| 1994 | To whom will God send               | На кого Бог пошлёт (Na kogo Bog posjljоt)                             | Voetganger met bril                   |
| 1997 | Natasa                              |                                                                       | Ferenc                                |
| 1997 | Khrustalyov, My Car!                | Хрусталёв, машину! (Chroestaljov, masjinoe!)                          | Conducteur                            |
| 1999 | The Admirer                         | Поклонник (Poklonnik)                                                 | Stas                                  |
| 1999 | Women's Property                    | Женская собственность (Zjenskaja sobstvennost)                        | Andrej Kalinin                        |
| 2000 | House for the Rich                  | Дом для богатых (Dom dlja bogatych)                                   | Joeri Sapozjnikov                     |
| 2001 | Mechanical Suite                    | Механическая сюита (Mechanitsjeskaja sjoeita)                         | Edoeard                               |
| 2002 | In Motion                           | В движении (V dvizjeni)                                               | Sasja                                 |
| 2003 | Peculiarities of National Politics  | Особенности национальной политики (Osobennosti natsionalnoj politiki) | Gosja                                 |
| 2004 | Goddess: How I fell in Love         | Богиня: Как я полюбила (Boginja: Kak ja poljoebila)                   | Polosoejev                            |
| 2004 | Our Own                             | Свои (Svoi)                                                           | Politiek instructeur Livsjits         |
| 2004 | Night Watch                         | Ночной дозор (Notsjnoj Dozor)                                         | Anton Gorodetski                      |
| 2005 | The State Counsellor                | Статский советник (Statski sovetnik)                                  | Groen                                 |
| 2005 | Poor Relatives                      | Бедные родственники (Bednye Rodstvenniki)                             | Edik                                  |
| 2006 | Rush Hour                           | Час пик (Tsjas pik)                                                   | Konstantin Archipov                   |
| 2006 | Day Watch                           | Дневной Дозор (Dnevnoj Dozor)                                         | Anton Gorodetski                      |
| 2007 | The Russian Triangle                | რუსული სამკუთხედი (Roesoeli samchoedhedi)                             | Denis Maltsev                         |
| 2007 | The Irony of Fate 2                 | Ирония Судьбы. Продолжение (Ironija soedby. Prodolzjenije)            | Kostja Loekasjin                      |
| 2008 | Wanted                              |                                                                       | The Exterminator                      |
| 2008 | The Ghost                           | Домовой (Domovoj)                                                     | Anton Pratsjenko                      |
| 2008 | Admiral                             | Адмиралъ (Admiral)                                                    | Aleksandr Koltsjak                    |
| 2009 | The Miracle                         | Чудo (Tsjoedo)                                                        | Nikolaj Artemjov                      |
| 2011 | Fairytale.Is                        | Сказка. Есть (Skazka. Jest)                                           | Encyclopedie                          |
| 2011 | Raspoutine                          | Распутин (Raspoetin)                                                  | Aron Simanovitsj                      |
| 2011 | Lucky Trouble                       | Выкрутасы (Vykroetasy)                                                | Vjatsjeslav "Slava" Kolotilov         |
| 2011 | Tinker Tailor Soldier Spy           |                                                                       | Polyakov                              |
| 2013 | The Geographer Drank His Globe Away | Географ глобус пропил (Geograf globus propil)                         | Viktor Sloezjkin                      |
| 2013 | World War Z                         |                                                                       | Russische jager                       |
| 2014 | Black Sea                           |                                                                       | Blackie                               |
| 2014 | Unfriended                          |                                                                       | Officier                              |
| 2014 | Yolki 1914                          | Ёлки 1914 (Jolki 1914)                                                | Officier van het tsaristische leger   |
| 2014 | The Adventurers                     | Авантюристы (Avantjoeristy)                                           | Maks                                  |
| 2016 | Collector                           | Коллектор (Kollektor)                                                 | Artoer                                |
| 2016 | The Good Boy                        | Хороший мальчик (Chorosji maltsjik)                                   | Kolja's vader                         |
| 2016 | Fly Away Home                       | Maikäfer flieg                                                        | Cohn                                  |
| 2017 | The Age of Pioneers                 | Время первых (Vremja pervych)                                         | Pavel Beljajev                        |
| 2018 | Selfie                              | Селфи (Selfi)                                                         | Vladimir Bogdanov                     |
| 2018 | Sobibor                             | Собибор (Sobibor)                                                     | Aleksandr Petsjerski (ook regie)      |
| 2018 | Yolki 7                             | Ёлки последние (Yolki poslednie)                                      | Verteller                             |
| 2019 | Fantastic Return to Oz              | Урфин Джюс возвращается (Urfin Dzhyus vozvrashchaetsya)               | Urfin Jus (stem)                      |
| 2020 | Fairy                               | Фея (Feya)                                                            | Evgeniy Voygin                        |
| 2020 | Doctor Lisa                         | Доктор Лиза (Doktor Liza)                                             | Denis Valerievich Shevkunov, oncoloog |
| 2020 | The Three                           | Трое (Troe)                                                           |                                       |
| 2020 | Fire                                | Огонь (Ogon)                                                          | Andrey Pavlovich Sokolov              |
| 2021 | Champion of the World               | Чемпион мира                                                          | Viktor Kortsjnoj                      |

### Televisie
| Jaar       | Engelse titel                           | Originele titel                                                    | Rol                               |
| ---------- | --------------------------------------- | ------------------------------------------------------------------ | --------------------------------- |
| 2000       | Empire Under Attack                     | Империя под ударом (Imperia pod oedarom)                           | Grigori Gersjoeni                 |
| 2000-2005  | Deadly Force                            | Убойная сила (Oebojnaja sila)                                      | Igor Plachov                      |
| 2003       | Lines of Fate                           | Линии судьбы (Lini soedby)                                         | Kostja                            |
| 2005       | The Case of "Dead Souls"                | Дело о «Мёртвых душах» (Delo o «Mjortvych doesjach»)               | Tsjitsjikov                       |
| 2005       | Female Novel                            | Женский роман (Zjenski roman)                                      | Kirill                            |
| 2005       | Yesenin                                 | Есенин (Jesenin)                                                   | Leon Trotski                      |
| 2005       | The Fall of the Empire                  | Гибель империи (Gibel imperi)                                      | Boris Lozovski                    |
| 2006       | Filipp's Bay                            | Бухта Филиппа (Boechta Filippa)                                    | Filipp Ronin                      |
| 2011-2014  | Heavenly Court                          | Небесный суд (Nebesny soed)                                        | Andrej                            |
| 2012       | The White Guard                         | Белая гвардия (Belaja Gvardia)                                     | Dr. Toerbin                       |
| 2013       | Pyotr Leschenko. Everything That Was... | Пётр Лещенко. Всё, что было… (Pjotr Lesjtsjenko. Vse, sto bylo...) | Pjotr Lesjtsjenko                 |
| 2015-heden | The Method                              | Метод (Metod)                                                      | Rodion Meglin                     |
| 2017       | Trotsky                                 | Троцкий (Trotski)                                                  | Leon Trotski                      |
| 2020       |                                         | Нежность (Nezhnost)                                                | Gosha                             |
| 2021       | An Hour Before the Dawn                 | За час до рассвета (Za chas do rassveta)                           | major Sergei Vasilievich Shumeiko |